# Aurorachelys
Aurorachelys is een geslacht van uitgestorven schildpadden dat leefde tijdens het Laat-Krijt in Canada (Nunavut) met als enige soort Aurorachelys gaffneyi.
In 2009 werd de typesoort Aurorachelys gaffneyi benoemd door Deborah Vandermark e.a. De geslachtsnaam combineert een verwijzing naar de aurora borealis met een Grieks chelys, 'schildpad'. De soortaanduiding eert Eugene Gaffney, de vroegere conservator van het American Museum of Natural History.
Het holotype is UR 06.085, gevonden bij Expedition Fjord op Axel Heibergeiland in een laag die dateert uit het Turonien. Het bestaat uit een plaat en tegenplaat met daarop de indrukken van de bovenzijde en onderzijde van het schild en een afdruk van het achterste plastron.
Aurorachelys onderscheidt zich door een rond schild.
Aurorachelys is in de Macrobaenidae geplaatst. Het geslacht zou van Azië uit zo'n negentig miljoen jaar geleden tijdens warme perioden de Noordelijke IJszee zijn overgestoken naar Amerika, over vulkanische eilandketens hoppend.